# 斯特拉特福德 (康乃狄克州)
斯特拉特福德（英語：Stratford）是一個位於美國康乃狄克州費爾菲爾德縣的城鎮。

## 地理
斯特拉特福德的座標為41°12′16″N 73°07′47″W / 41.20444°N 73.12972°W，而該地的平均海拔高度為15米（即49英尺）。

## 人口
根據2010年美國人口普查的數據，斯特拉特福德的面積為51.50平方千米，當中陸地面積為49.60平方千米，而水域面積為1.90平方千米。當地共有人口52112人，而人口密度為每平方千米1,011人。